# Saint-Ouen-en-Champagne

Saint-Ouen-en-Champagne este o comună în departamentul Sarthe, Franța. În 2009 avea o populație de 191 de locuitori.